# 발아현미

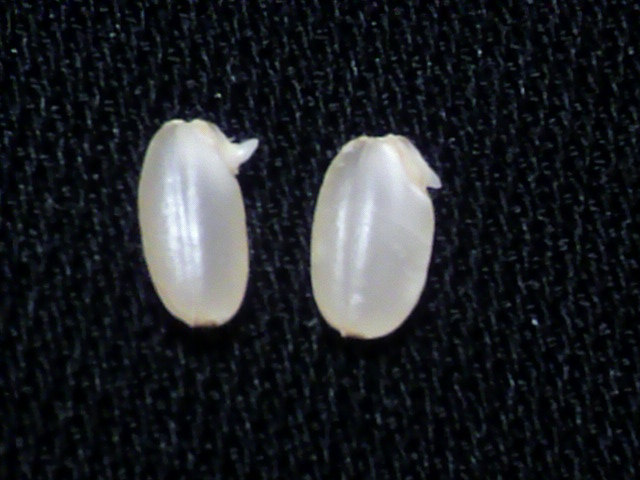
발아현미

발아현미(發芽玄米, 영어: germinated brown rice)는 벼의 왕겨를 제거한 현미의 싹을 1~5mm 정도 틔운 쌀이다. 싹이 뜨지 않은 씨 상태의 쌀을 배아미라고 부르며, 현미는 배아미 가운데 하나이다.

## 발아
현미를 약 32 °C의 물에 22시간 정도 담가 두면 약 30%의 수분을 흡수한 단계에서 발아가 된다.

## 현미와의 비교
발아현미는 현미에 비해 소화가 잘 되고 감마 아미노뷰티르산(γ-aminobutyric acid, GABA), 감마-오리자놀(γ-oryzanol), 옥타코사놀(octacosanol) 등을 더 많이 함유하고 있는데 이들 물질은 항암 작용을 하고 체내 콜레스테롤을 낮추며 특히 감마-오리자놀은 성장을 촉진하기도 한다. 발아되면 현미에 있는 비타민 B1, B2, 당질, 단백질, 지방질, 식이성 섬유소 등이 수 배 증가하며 생체 이용률도 높아진다.

## 같이 보기
- 피트산(en:Phytic acid, IP6)
- 이노시톨
- 감마 아미노뷰티르산(GABA)
- 도정
- 옥타코사놀 - 지구력 증진
- 새고아미
- 미강(米糠) = 쌀눈(배아) + 쌀겨(호분층)
- 디톡스(해독)
  - 녹두
  - 피니톨(영어판)
  - 토마토